# ファクンド・コリーディオ
ファクンド・コリーディオ（Facundo Colidio, 2000年1月4日 - ）は、アルゼンチン・ラファエラ出身のサッカー選手。CAリーベル・プレート所属。ポジションはFW。

## 経歴

### クラブ
ボカ・ジュニアーズの下部組織出身。下部組織年代からマンチェスター・シティFCやユヴェントスFCなどのビッグクラブが獲得に興味を示していたが、2017年9月にイタリア・セリエAのインテルナツィオナーレ・ミラノへ移籍金700万ユーロで移籍し、インテルのプリマヴェーラに登録された。
2019年8月13日、ベルギーのシント＝トロイデンVVへ1年間のレンタル契約で移籍。9月25日に行われたベルギーカップ・OHルーヴェン戦でプロデビューし、10月5日のKVコルトレイク戦でリーグ戦デビュー。2020年1月18日のKVコルトレイク戦ではプロ初得点を挙げ、1月25日のムスクロン戦では3アシストを記録した。

### 代表
アルゼンチン代表として世代別代表に選出されている。

## 所属クラブ
- インテルナツィオナーレ・ミラノ 2018-2023

→ シント＝トロイデンVV 2019-2022
→ CAティグレ 2022-2023
- CAリーベル・プレート 2023-